# Vega de Infanzones
Vega de Infanzones é um município da Espanha na província de León, comunidade autónoma de Castela e Leão, de área 20,96 km² com população de 856 habitantes (2004) e densidade populacional de 40,84 hab/km².

## Demografia
| Variação demográfica do município entre 1991 e 2004 | Variação demográfica do município entre 1991 e 2004 | Variação demográfica do município entre 1991 e 2004 | Variação demográfica do município entre 1991 e 2004 |
| --------------------------------------------------- | --------------------------------------------------- | --------------------------------------------------- | --------------------------------------------------- |
| 1991                                                | 1996                                                | 2001                                                | 2004                                                |
| 889                                                 | 864                                                 | 863                                                 | 856                                                 |